# استرواح الصدر الحيضي
استرواح الصدر الحيضي هو استرواح الصدر العفوي الذي يتكرر أثناء الحيض، خلال 72 ساعة قبل أو بعد بداية الدورة الحيضية. وعادةً ما يصيب الجانب الأيمن من الصدر والرئة اليمنى، ويرتبط بانتباذ بطانة الرحم الصدري. يعاني ثلث إلى نصف المرضى أيضًا من التهاب بطانة الرحم في الحوض. على الرغم من هذا الارتباط، لا يزال تشخيص استرواح الصدر الحيضي صعب، بسبب صعوبة تشخيص الانتباذ البطاني الرحمي. عدم وجود سبب واضح يعني صعوبة التشخيص والعلاج. يُعتقد أن المرض غير مُشخص أو يُشخص بشكل خاطئ إلى حد كبير، مما يترك معدل التكرار الحقيقي غير معروف لدى عامة السكان.
يُعرف استرواح الصدر الحيضي على أنه نوبتان على الأقل من استرواح الصدر المتكرر المتوافق مع الحيض. وُصف لأول مرة في عام 1958 عندما عانت امرأة من 12 نوبة من استرواح الصدر في الجانب الأيمن على مدار عام واحد، وتكررت شهريًا مع الدورة الشهرية. كشف بضع الصدر عن وجود بطانة رحم صدرية. يعاني العديد من المرضى من آلام في الصدر بالقرب من فترات الحيض. يمكن استخدام الاستكشاف الجراحي للتشخيص والعلاج، يمكن أيضًا استخدام الالتصاق الجنبي الميكانيكي أو العلاج الهرموني. نظرًا لحقيقة أن التهاب بطانة الرحم يعزى إلى الحيض الرجعي، فإن ما يزيد عن 90% من النساء قد يعانين من نقص المناعة. وهذا يعيق العلاج بشكل كبير.
بطانة الرحم الصدرية هذه هي أنسجة مشابهة لأنسجة بطانة الرحم. تشمل آليات الحيض الرجعي انتشار هذه الأنسجة في البطن والحوض، والانتشار والترسب المنقول بالدم أو اللمفاوي، والحؤول.
يعد التهاب بطانة الرحم الصدري الموقع غير البطني الأكثر شيوعًا للإصابة وهو أيضًا عامل الخطر الرئيسي لاسترواح الصدر. استرواح الصدر الحيضي هو العرض السريري الأولي لمرض بطانة الرحم الصدري، ويُعرف على أنه نوبات متكررة من الإصابة الرئوية خلال 72 ساعة قبل أو بعد الحيض.